# Chaka Demus & Pliers
Chaka Demus & Pliers was een Jamaicaans reggae- en dancehallduo, bestaande uit deejay Chaka Demus (geboren John Taylor) en zanger Pliers (geboren Everton Bonner), bekend van hun hits Tease Me en Murder She Wrote. 

## Bezetting
- DJ Chacka Demus (John Taylor)
- Pliers (Everton Bonner)

## Geschiedenis
Toen het duo zich in de jaren 1990 samen deed en eerste successen zich aandienden, hadden Chaka Demus en Pliers al met solocarrières naam gemaakt in de dancehall-muziekbusiness. Hun single Tease Me uit 1993 werd een hit. De volgende single Murder She Wrote, opgenomen door de producenten Sly & Robbie, plaatste zich een jaar later maandenlang in de Britse singlehitlijst (#3). Intussen brachten beiden een herpublicatie uit van Tease Me, die zich plaatste op de nummer 1-positie. Hun grootste succes hadden ze met hun in december 1993 verschenen versie van Twist and Shout, die samen met Jack Radics & The Taxi Gang ontstond en een verdere nummer 1-hit werd in het Verenigd Koninkrijk. Het debuutalbum Tease Me plaatste zich vervolgens ook aan de top van de Britse charts en werd onderscheiden met platina. Ook in Frankrijk en Canada werd de platinastatus bereikt.
Na een langere onderbreking kwamen Chaka Demus en Pliers in 2007 weer samen om de op vinyl uitgebrachte single Need Your Lovin' te produceren. De song is afkomstig van het album So Proud uit 2008. In november 2007 traden ze samen op met Alicia Keys bij de American Music Awards en zongen daar hun enige hitsingle Murder She Wrote.
Chaka Demus & Pliers waren de eerste Jamaicaanse artiesten, die drie opeenvolgende tophits konden plaatsen in de Britse singlehitlijst. Pas in 2001 overtrof Shaggy dit record met vier tophits op een rij.

## Discografie

### Singles
- 1992: Bad Mind
- 1992: Dem a Watch Me
- 1992: Ruff This Year
- 1992: Smile
- 1992: Thief
- 1992: Wining Machine
- 1992: You Look Good
- 1993: Mr. Mention
- 1993: She Don't Let Nobody (origineel: Curtis Mayfield, 1981)
- 1993: Tease Me (Alarmschijf)
- 1993: Twist and Shout (ft. Jack Radics en Taxi Gang, origineel: The Top Notes, 1961)
- 1993: When I'm with You
- 1993:	Murder She Wrote
- 1994: Gal Wine
- 1994: Love Is Burning
- 1994: Sweetie
- 1994: The Place Hot
- 1994: War a Gwan Down the Lane
- 1994:	I Wanna Be Your Man
- 1995: Gal Wine Junglist Grind

- 1995: Love You Like Crazy
- 1995: We Pray
- 1995:	Twist and Shout (Remix) (ft. Jack Radics en Taxi Gang)
- 1996: Boom Smilin’
- 1996: Hurry Up & Come
- 1996: Murder Story
- 1996:	Every Kinda People (origineel: Robert Palmer, 1977)
- 1997: Every Little Thing She Does Is Magic (origineel: The Police, 1981)
- 1998: Sugar Sugar (met Spanner Banner)
- 1999: Full Up a Bad Mind
- 1999: Miss Fine
- 2000: Redemption
- 2000: Uprising
- 2001: Gone Too Soon
- 2002: I Saw the Sign
- 2002: Work It Out
- 2003: All Eyes on Me
- 2005: My Love
- 2007: Need Your Lovin'
- 2008: When King Tubby’s Used to Play
- 2009: Redemption Song

### Albums
- 1992: Gal Wine Wine Wine
- 1992: Gold
- 1993:	Tease Me (UK) /All She Wrote (DE, US)
- 1993: Ruff This Year
- 1995: She Don’t Let Nobody
- 1996: Consciousness a Lick
- 1996: For Every Kinda People
- 2000: Murder She Wrote
- 2000: Dangerous
- 2001: Help Them Lord
- 2001: Dancehall Dons
- 2003: Trouble and War
- 2005: Back Against the Wall
- 2008: So Proud

### Compilaties
- 1996: Unstoppable 1986–1992
- 1997: Chakademus & Pliers
- 2004: Dancehall Classics
- 2004: Gal Wine
- 2005: Gold: The Very Best Of